# Biolleya alaris
Biolleya alaris är en kackerlacksart som beskrevs av Henri Saussure 1897. Biolleya alaris ingår i släktet Biolleya och familjen jättekackerlackor.
Artens utbredningsområde är Costa Rica. Inga underarter finns listade.